# Новоросія (конфедерація)
48°00′10″ пн. ш. 37°48′19″ сх. д. / 48.0028° пн. ш. 37.8053° сх. д.
Союз народних республік (також Новоросія, рос. Конфедерация Новороссия) — пропонована концепція для союзу невизнаних квазідержавних утворень «Луганської народної республіки» (ЛНР) та «Донецької народної республіки» (ДНР), які діють в кількох районах Донецької та Луганської областей України.
Генеральною прокуратурою України «ЛНР» і «ДНР» визнано терористичними організаціями.
26 червня 2014 року Олега Царьова було обрано спікером парламенту «союзу народних республік», до складу якого входять лише «ДНР» і «ЛНР». За тиждень спікера було оголошено у всеукраїнський кримінальний розшук.
Менш ніж за рік проєкт «Новоросія» було заморожено, про що 20 травня 2015 року оголосив Олег Царьов та «міністр закордонних справ «ДНР» Олександр Кофман.

## Передумови
В історичному минулому Новоро́сія (також Новоросійський край, рос. Новоро́ссия) — це урядова назва в Російській імперії для південноукраїнських земель, що включала території анексовані Російською імперією у XVIII столітті, а саме землі Вольностей Війська Запорозького Низового, Кримського ханства та володіння Османської імперії в Північному Причорномор'ї. Вперше згадується у 1764 році, як Новоросійська губернія.
У 2014 році з подачі президента Російської Федерації Володимира Путіна, який помилково долучив до Новоросії і Харків, термін Новоросія почали широко використовувати щодо Південно-Східної України не тільки проросійські сепаратисти, російські шовіністи, а й офіційні російські органи. 26 червня 2014 року на території районів Луганської та Донецької областей України контрольованій проросійськими сепаратистами було проголошено так званий Союз народних республік — Новоросія.

## Історія

### Підтримка Росією міжнародного тероризму
Згідно з даними Служби безпеки України,
|  | Планування, фінансування та реалізація Росією військової агресії на території Луганської та Донецької областей організовується, спрямовується, здійснюється силами, насамперед, Федеральної служби безпеки Російської Федерації, Головного розвідувального управління Збройних Сил Російської Федерації, найманців усіляких видів і сортів з усієї Росії, і в тому числі найманців і з України. При цьому використовуються ті джерела і канали фінансування, які застосовуються злочинними організаціями для закупівлі зброї, з якої розстрілюється мирне населення України |

25 вересня 2014 року Міністерство закордонних справ Росії вперше офіційно назвало «Новоросією» Луганську та Донецьку області України. До цього ще 17 квітня президент Росії В. В. Путін назвав південний схід України Новоросією. Але згідно з дослідженням Андрія Ілларіонова — більша частина тверджень, що були наведені В. В. Путіним — не є правдивими.
Цитуючи деякі уривки з цього дослідження:
| "Путін: Ви що, не знаєте, що в 1922 році... Ці землі були у 20-ті роки, у 21-22-му роках при створенні Радянського Союзу передані від Росії Україні. Факти: Це твердження не відповідає дійсності. У 1921-22 роках жодні території від Росії Україні не передавалися. У ці роки російсько-український кордон змінам не піддавався. Путін: Це Харків, Луганськ, Донецьк, Миколаїв, Херсон, Одеська область. Факти: Харків ніколи не входив до жодної адміністративно-територіальної одиниці, у назві якої був би присутній термін "Новоросія". Населення на території сучасного Харкова безперервно проживає з 1630 р., коли там оселилися українські козаки з Наддніпрянщини. Історична українська область, у центрі якої розташований Харків, називається Слобожанщина. У Російській імперії Харків був губернським центром Слобідської губернії (1765-1780 рр.), Слобідсько-Української губернії (1796-1835 рр.), потім — Харківської губернії. Ні в Російській імперії, ні в СРСР до 1932 р. такого адміністративного утворення, як Одеська область, не було. У 1921-22 рр.. Одеса і навколишні території входили до Херсонської губернії."Оригінальний текст (рос.) "Путин: Вы что, не знаете, что в 1922 году... Эти земли были в 20-е годы, в 21-22-м годах при создании Советского Союза переданы от России Украине. Факты: Это утверждение не соответствует действительности. В 1921-22 годах никакие территории от России Украине не передавались. В эти годы российско-украинская граница изменениям не подвергалась. Путин: Это Харьков, Луганск, Донецк, Николаев, Херсон, Одесская область. Факты: Харьков никогда не входил ни в одну административно-территориальную единицу, в названии которой присутствовал бы термин «Новороссия». Население на территории современного Харькова непрерывно проживает с 1630 г., когда там поселились украинские казаки с Поднепровья. Историческая украинская область, в центре которой находится Харьков, называется Слобожанщина. В Российской империи Харьков был губернским центром Слободской губернии (1765-1780 гг.), Слободско-Украинской губернии (1796-1835 гг.), затем – Харьковской губернии. Ни в Российской империи, ни в СССР до 1932 г. такого административного образования, как Одесская область, не было. В 1921-22 гг. Одесса и окружающие ее территории входили в Херсонскую губернию." |

### Формація
«Партія Новоросія», утворена 13 травня 2014 року у Донецьку, на своєму першому конгресі 22 травня 2014 року оголосила про «створення самопроголошеного державного утворення „Новоросія“», інспірована ідеями Російської імперії. Конгрес відвідали, зокрема, сепаратисти Народне ополчення Донбасу, Павло Губарєв, Олександр Проханов, Олександр Дугін та інші. Губарєв стверджував, що до утворення буде включено Харків, Херсон, Дніпропетровськ, Запоріжжя. Миколаїв та Одесу. За два дні прем'єр-міністри Олексій Карякін та Олександр Бородай підписали документ про об'єднання у конфедерацію.

### Декларація грудня 2014
12 грудня 2014, «Конгрес депутатів усіх рівнів», очолюваний Борисом Борисовим та Губарєвим, видав нову «декларацію суверенітету „Союзу народних республік“» Новоросії, посилаючися на Договір про утворення СРСР (1922).

### Розпад проєкту у травні 2015
20 травня 2015 року лідери оголосили про «розпад» проєкту. Олег Царьов оголосив, що проєкт заморожено, бо він йде в розріз з Другими Мінськими угодами.
У червні 2015 лідери ДНР та ЛНР оголосили свої пропозиції змін до Конституції України, закликаючи широкої автономії Донбасу, визнаючи його та Автономну Республіку Крим територією України. Пізніше ці пропозиції були відкликані Захарченком 15 червня.
У середині червня Ігор Гіркін, коментуючи ситуацію з Новоросією, заявив про «повне фіаско», пояснюючи, що «був план домовитися з Україною про повернення двох автономій — Луганської та Донецької, а за це Україна де-факто визнає анексію Криму, санкції скасовуються, усе стає як було плюс Крим». «Ми забули це узгодити з Києвом», додав він з іронією.

## Збройні сили
Збройні сили Новоросії складалися з Народного ополчення Донбасу та Народного ополчення Луганська (раніше — Об'єднана армія південного сходу).
Збройні угруповування ДНР та ЛНР об'єдналися в одну групу 16 вересня 2014 року, утворивши «Об'єднані збройні сили Новоросії». Це угруповування було визнане Україною терористичним, і є винним у збитті Боїнга 777 біля Донецька 17 липня 2014.

## Реакція української влади
16 травня 2014 року Генеральною прокуратурою України було визнано ДНР і ЛНР терористичними організаціями.

## Міжнародне визнання
Росія 21 лютого 2022 визнала політичні суб'єкти Новоросії суверенними державами. ДНР і ЛНР були офіційно визнані Росією, Сирією, КНДР та частково визнаною державою Південною Осетією, що була виведена з-під контролю Грузії за участі Росії у 2008 році.

## Критика
За словами українського історика Ярослава Потапенка, «Новоросія» належить до того ж символічного ряду, що ідеологема-символ «Велика Перемога» й «георгіївська стрічка», «великий полководець Сталін», «Севастополь — місто російської слави», «Крим — наш!», «народне ополчення ДНР» (котре рятує від «карателів-фашистів»), «Деды воевали!» тощо. Український публіцист Костянтин Скоркін, аналізуючи путінський міф «Новоросії» стверджує, що міф є стрижнем, котрий поєднує різнорідні елементи цього міфу: є «культ Великої Вітчизняної війни» — коли "Саме перемогу СРСР у війні сприймають за головний доказ правоти справи донбаського сепаратизму. Адже в рамках місцевої ідеології («особливого шляху Донбасу»), він протистоїть «фашистам», захищаючи цінності, за які «діди воювали». При цьому образом головного ворога мисляться вже не «німецько-фашистські
загарбники», а «українські націоналісти» як "вороги СРСР та «русского мира» (з якими Сталін боровся в минулому, а Путін сьогодні). В есхатологічно-шизофренічній мрії-утопії про «небесну Новоросію» хворобливі фантоми про Христа як особливого «русского Бога» химерно поєднуються з гаслами «Ленін — Сталін — Путін!», «Побєда будет за намі!», «Побєдім фашистскую хунту!» (при цьому прояви «фашизму» вбачаються абсолютно у всьому українському, а «антифашизм» і «антиукраїнське» стають поняттями-синонімами).